# 刺足刺缘蟹
刺足刺缘蟹（学名：Crossotonotus spinipes）为扁蟹科刺缘蟹属的动物。分布于日本、夏威夷群岛、安波那以及中国大陆的西沙群岛等地，生活环境为海水，一般栖息于沿岸浅水岩石或杂草丛生的海底。